# Noah Makanza
Noah Makanza Mbeleba (Jette, 14 januari 2005) is een Congolees-Belgisch voetballer die in het seizoen 2025/26 door KV Mechelen wordt uitgeleend aan Helmond Sport.

## Clubcarrière
Makanza sloot zich in 2017 aan bij de jeugdopleiding van KV Mechelen. Op 26 november 2022 maakte hij zijn debuut in de nationale reeksen: in de competitiewedstrijd tussen Jong KV Mechelen en Cappellen FC (2-4-nederlaag) liet trainer Jelle Coen hem in de 58e minuut invallen voor Quinten Servranckx. Een week later moht hij starten tegen SK Pepingen-Halle, een wedstrijd die Jong KV Mechelen met 4-1 verloor. Makanza groeide vanaf januari 2024 uit tot een vaste waarde bij Jong KV Mechelen, in het seizoen 2024/25 kreeg hij er zelfs de aanvoerdersband. In februari 2025 ondertekende hij een tweejarig profcontract met optie op een extra seizoen bij KV Mechelen.
In juli 2025 werd Makanza door KV Mechelen voor een seizoen uitgeleend aan zusterclub Helmond Sport. Daar maakte hij op 10 augustus 2025 zijn profdebuut: op de openingsspeeldag van de Keuken Kampioen Divisie mocht hij meteen een hele wedstrijd spelen tegen Roda JC. Makanza leverde in zijn eerste profwedstrijd meteen een assist af, maar daarmee kon hij Helmond Sport niet behoeden voor een 1-3-nederlaag.

## Clubstatistieken
| Seizoen         | Club             | Land               | Competitie           | Competitie | Competitie | Beker | Beker | Supercup | Supercup | Europees | Europees | Totaal | Totaal |
| Seizoen         | Club             | Land               | Competitie           | Wed.       | Dlp.       | Wed.  | Dlp.  | Wed.     | Dlp.     | Wed.     | Dlp.     | Wed.   | Dlp.   |
| --------------- | ---------------- | ------------------ | -------------------- | ---------- | ---------- | ----- | ----- | -------- | -------- | -------- | -------- | ------ | ------ |
| 2022/23         | Jong KV Mechelen | Vlag van België    | Tweede afdeling VV B | 2          | 0          | —     | —     | —        | —        | —        | —        | 2      | 0      |
| 2023/24         | Jong KV Mechelen | Vlag van België    | Tweede afdeling VV B | 16         | 0          | —     | —     | —        | —        | —        | —        | 16     | 0      |
| 2024/25         | Jong KV Mechelen | Vlag van België    | Tweede afdeling VV B | 21         | 9          | —     | —     | —        | —        | —        | —        | 21     | 9      |
| 2025/26         | → Helmond Sport  | Vlag van Nederland | Eerste divisie       | 1          | 0          | 0     | 0     | —        | —        | —        | —        | 1      | 0      |
| Carrière totaal | Carrière totaal  | Carrière totaal    | Carrière totaal      | 40         | 9          | 0     | 0     | 0        | 0        | 0        | 0        | 1      | 0      |

Bijgewerkt op 14 augustus 2025.

## Interlandcarrière
Makanza nam in 2025 met Congo-Kinshasa –20 deel aan de Afrika Cup onder 20 in Egypte.